# Крайский сельсовет
Крайский сельсовет — административная единица на территории Логойского района Минской области Республики Беларусь.

## География
Расположен на северо-западе Логойского района. Расстояние до районного центра — Логойска — 53 километра.

## Состав
Крайский сельсовет включает 11 населённых пунктов:
- Белое — деревня
- Боброво 1 — деревня
- Боброво 2 — деревня
- Буденичи — деревня
- Бухаловка — деревня
- Великие Нестановичи — деревня
- Гарбовщина — деревня
- Гапоново — деревня.
- Гриневичи — деревня.
- Деревно — деревня.
- Задроздье — деревня.
- Заполье — деревня
- Крайск — агрогородок.
- Красноволье — деревня.
- Левдавщина — деревня
- Людвиново — деревня.
- Малые Нестановичи
- Межанка — деревня.
- Рагозино — деревня
- Осинцы — деревня
- Петролино — деревня
- Студинец — деревня
- Стрий — деревня.
- Сушково — деревня.
- Тихоновичи — деревня
- Троянец — деревня
- Ходаки — деревня.

## Производственная сфера
- СПК «Крайск»

## Социально-культурная сфера
- Медицинские учреждения: Крайская амбулатория
- Образование: ГУО «Крайская средняя общеобразовательная школа», Крайский детсад
- Культура: Крайский СДК